# Nguyễn Bá Loan
Nguyễn Bá Loan (1857-1908), tục gọi là Ấm Loan, là một chiến sĩ trong phong trào Cần vương tỉnh Quảng Ngãi, Việt Nam. Năm 1908, ông bị thực dân Pháp xử chém sau khi phong trào chống sưu thuế Trung Kỳ mà ông tham gia bị thất bại.

## Thân thế & sự nghiệp
Nguyễn Bá Loan là người làng Lạc Phố, nay thuộc xã Đức Nhuận, huyện Mộ Đức, tỉnh Quảng Ngãi.
Ông là con Tổng đốc Sơn Hưng Tuyên Nguyễn Bá Nghi, nên tục gọi ông là Ấm Loan.
Gặp lúc vận nước đen tối "thù trong, giặc ngoài", ông không ra làm quan mà âm thầm tham gia Nghĩa hội Quảng Ngãi do Lê Trung Đình lãnh đạo để mưu cuộc kháng Pháp.
Ngày 23 tháng 5 năm Ất Dậu (5 tháng 7 năm 1885), cuộc phản công của phe chủ chiến ở Kinh thành Huế thất bại, vua Hàm Nghi phải chạy ra Quảng Trị, xuống dụ Cần vương (13 tháng 7 năm 1885).
Nhận được dụ, Nguyễn Bá Loan, Lê Trung Đình cùng với các cộng sự là Nguyễn Tự Tân, Nguyễn Tấn Kỳ kéo đến tỉnh thành Quảng Ngãi đòi các quan lại đầu tỉnh cấp vũ khí, lương thực để chống Pháp nhưng không được, bèn tổ chức tấn công.
Nghĩa quân làm chủ tỉnh thành được một hai hôm, vào ngày 5 tháng 6 năm Ất Dậu (16 tháng 7 năm 1885), quyền Tiễu phủ sứ Sơn phòng Nghĩa-Định bấy giờ là Nguyễn Thân (trước theo Nghĩa hội Quảng Ngãi, sau theo pháp) cùng Đề đốc Đinh Hội đem khoảng 900 biền binh tiến về tỉnh thành mở cuộc vây đánh.
Sau khi quân triều giết chết Nguyễn Tự Tân và sáu viên chỉ huy khác, thì bắt được Lê Trung Đình.
Cuộc khởi nghĩa thất bại, Nguyễn Bá Loan kéo tàn quân lên miền núi, ngược ra căn cứ Tuyền Tung (huyện Bình Sơn), hợp quân với Nguyễn Tấn Kỳ, liên hệ với nghĩa quân Quảng Nam tấn công đối phương ở mạn Nam phủ lỵ Bình Sơn vào tháng 8 năm 1885, gây cho họ nhiều thiệt hại.
Cuộc dấy binh lại bị đàn áp, Nguyễn Bá Loan liên lạc với Mai Xuân Thưởng, vạch kế hoạch tấn công bản doanh Sơn phòng Nghĩa Định, nhưng cơ mưu bị bại lộ.
Năm 1887, thủ lĩnh Mai Xuân Thưởng bị bắt và bị xử chém (ngày 7 tháng 6 năm 1887), Nguyễn Bá Loan đành phải ẩn náu để thoát khỏi sự truy bắt của đối phương.
Mãi đến năm 1905, ông mới trở về quê nhà, rồi hưởng ứng cuộc vận động Duy Tân (1906-1908) do Phan Châu Trinh đề xướng. Năm 1908, cuộc biểu tình kháng thuế chống sưu do tổ chức này phát động bị khủng bố trắng.
Sau khi người đứng đầu hội là Lê Đình Cẩn bị bắt tù đày, Nguyễn Bá Loan lên thay. Ngày 07 tháng 4 năm 1908, ông bị quân Pháp bắt giam tại nhà lao tỉnh. Công sứ Pháp là Daudet và Tuần phủ Ưng Định khuyên ông qui hàng sẽ được trọng dụng, nhưng ông kiên quyết từ chối.
Ngày 23 tháng 4 năm 1908, Nguyễn Bá Loan bị chính quyền nhà Nguyễn tỉnh Quảng Ngãi xử chém ở phía Đông tỉnh thành Quảng Ngãi.
Ở thành phố Quảng Ngãi hiện có một đường phố mang tên ông.

## Thông tin liên quan
Đương thời, nữ sĩ Trịnh Thị Tuyết Anh (1870 - ?, có tài liệu chép là Trịnh Tuyết Anh), người làng Quýt Lâm (nay thuộc xã Đức Phong, huyện Mộ Đức, tỉnh Quảng Ngãi), vốn là hôn thê của Nguyễn Thân, nhưng sau thoát ly gia đình, giả nam trang để tham gia Nghĩa hội Quảng Ngãi, chiến đấu dũng cảm suốt hơn ba năm dưới ngọn cờ của thủ lĩnh Nguyễn Bá Loan cho tới khi mất. Tương truyền, bà và Nguyễn Bá Loan từng có tình cảm với nhau từ thời son trẻ và từng trao đổi thơ văn với nhau, bên cạnh tình đồng chí.